# Ягн, Юлий Иванович
Юлий Иванович Ягн (1 июля 1895—1977) — советский инженер-механик, ученый в области теории прочности, доктор технических наук, профессор, 43 года заведовал кафедрой сопротивления материалов в Ленинградском политехническом институте. Житель блокадного Ленинграда. Заслуженный деятель науки и техники РСФСР. Автор более 20 опубликованных научных работ и учебников, в том числе — фундаментальной монографии по изгибно-крутильным деформациям стержней и по устойчивости равновесия неконсервативных систем.

## Биография
Родился 1 июля 1895 года в селе в селе Безбородовка Аткарского уезда Саратовской губернии. Мать - из дворян, отец работал инженером. В 1913 году после окончания реального училища в Саратове поступил на механическое отделение Санкт-Петербургского политехнического института. Из-за начавшейся Первой мировой и затем Гражданской войны окончил вуз только в 1921 году. Был оставлен для научной и преподавательской деятельности на кафедре сопротивления материалов сначала лаборантом, с 1925 года — ассистентом, в 1929 году стал доцентом, с 1930 года начал работать в должности профессора.
В 1938 году присвоено ученое звание профессора.
В 1947 году после защиты диссертации получил ученую степень доктора технических наук.
По совместительству - профессор, заведующий кафедрой сопротивления материалов Ленинградского института механизации сельского хозяйства (1930-47) и  профессор (1934-49), заведующий кафедрой сопротивления материалов (1936, 1945-49) ЛИТМО.
Во время Великой Отечественной войны всю блокаду жил и работал в Ленинграде. Служил экспертом по оценке разрушений от снарядов и бомб в архитектурно-планировочном управлении Ленгорисплкома. Работал профессором-консультантом и старшим экспертом Экспертно-технического отдела Управления по делам архитектуры Ленгорисплкома. После окончания войны под его руководством были проведены исследования прочности несущих конструкций Исаакиевского собора, пострадавших во время блокады города.
Основным направлением научной работы являлось исследование критериев пластичности и закономерности пластического деформирования. Его экспериментальные исследования несущей способности деталей гидротурбин на стальных моделях легли в основу проектирования уникальных гидротурбин для крупнейших гидроэлектростанций страны на Ленинградском металлическом заводе.

## Награды
- Заслуженный деятель науки и техники РСФСР

## Из библиографии
- Изгибно-крутильные деформации тонкостенных стержней открытого профиля : Теория и задачи : [Учеб. пособие для вузов]. / Ю.И. Ягн. - Москва : Гос. изд-во техн.-теорет. лит., 1952. - 108 с.
- Конспект лекций по курсу механики твердого и деформируемого тела / Ю.И. Ягн. МВ и ССО РСФСР. Ленингр. политехн. ин-т им. М. И. Калинина. - [Ленинград] : [б. и.], 1965. - 168 с.